# Knysza
Knysza és un tipus de menjar ràpid que consisteix en un rotlle de pa generosament farcit amb una varietat d'ingredients. El pa és un pastís esponja (bułka drożdżowa) tallat per la meitat, a vegades gratinat a la brasa. El farciment inclou vegetals, carn llescada fina, i salsa abundant.
El knysza original és vegetarià i s'anomena "knysza amb verdures" (knysza z warzywami), amb el rotlle de pa només omplert amb verdures fresques (col blanca i vermella, tomàquet, cogombre i blat de moro en conserva), generosament coronat amb salsa d'all, maionesa o salsa picant, amb un pols de ceba rostida. Les variants de knysza inclouen les de carn, per exemple amb cutlet (kotlet), pollastre o salsitxa, així com una versió amb formatge.
Knysza és més popular en Breslau, on l'àpat es va popularitzar els 1990s.